# Psychonotis hymetus
Psychonotis hymetus is een vlinder uit de familie van de Lycaenidae. De wetenschappelijke naam van de soort is voor het eerst gepubliceerd in 1860 door Cajetan Freiherr von Felder.

## Verspreiding
De soort komt voor in Indonesië (de Molukken).

## Waardplanten
De rups leeft op Alphitonia excelsa (Rhamnaceae).